# تایلر، د کرییتور
تایلر گرگوری اوکونما (انگلیسی: Tyler Gregory Okonma؛ زادهٔ ۶ مارس ۱۹۹۱) معروف به تایلر، د کریتور (Tyler, the Creator)، رپر، ترانه‌نویس و تهیه‌کنندهٔ آمریکایی است. او یکی از اعضای بنیان‌گذار گروه موسیقی اود فیوچر است. اوکونما دو جایزهٔ گرمی، یک جایزهٔ بریت و یک جایزهٔ ویدئوی ام‌تی‌وی برنده شده‌است.
نخستین میکس‌تیپ او، حرومزاده (۲۰۰۹) به‌دلیل صدای متأثر از هرورکور و محتوای اشعاری خشونت‌آمیز و هنجارشکن آن، به‌سرعت مورد توجه مطبوعات موسیقی آنلاین قرار گرفت. نخستین آلبوم استودیویی او، گابلین (۲۰۰۱) او را در معرض جریان اصلی قرار داد، که با محبوبیت تک‌آهنگ «یانکرز» و موزیک ویدئوی مرتبط به آن همراه بود. در این زمان، اود فیوچر به سرعت محبوبیت پیدا کرد و اوکونما بر سر اشعارش با بحث و جنجال مواجه شد. با آلبوم دوم، گرگ (۲۰۱۳)، اوکوما از درون‌مایهٔ ترسناک سبک خود پرهیز کرد و به سمت صدای آلترناتیو هیپ هاپ رفت. آلبوم سال ۲۰۱۵ او، بمب گیلاس تمرکز بیشتری بر صداهای ملودیک و جاز داشت که این سبک در سراسر آثار بعدی او ادامه یافت. آلبوم‌های بعدی اوکونما، پسر گل‌فروش (۲۰۱۷)، ایگور (۲۰۱۹) و اگه گم شدی به من زنگ بزن (۲۰۲۱)، همگی با تحسین گسترده منتقدان مواجه شدند. دو عنوان آخر به صدر جدول بیلبورد ۲۰۰ رسیدند و هر دو برندهٔ جایزهٔ گرمی بهترین آلبوم رپ شدند.
به‌عنوان هنرمند تجسمی، اوکونما طرح روی جلد آثار اود فیوچر، پوشاک و سایر کالاهای آن‌ها را طراحی کرده‌است.

## زندگی شخصی

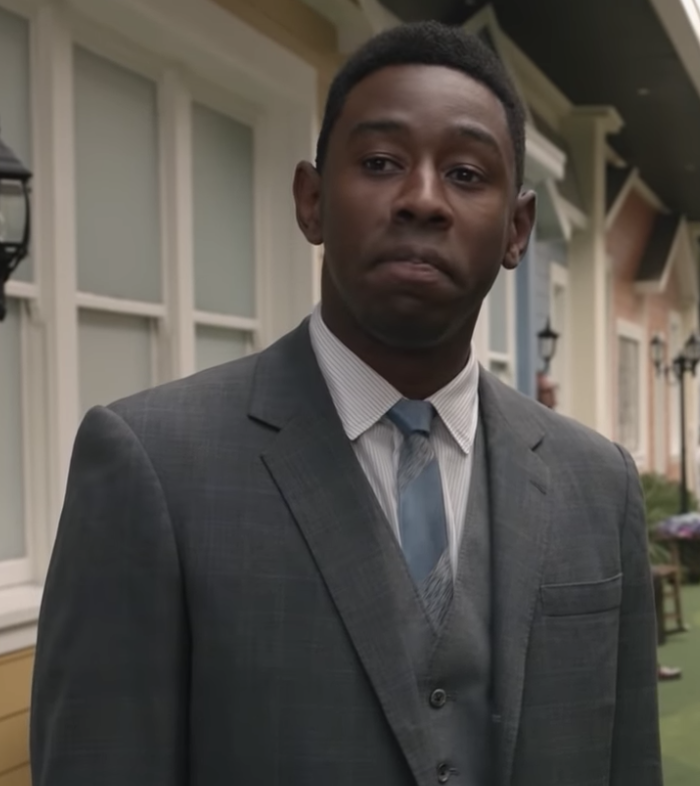
اوکونما در مجموعهٔ کمدی-درام شوخی کردن، ۲۰۲۰

اوکونما از سال ۲۰۰۲ به اسکیت‌بردینگ علاقه‌مند بوده و دوچرخه‌های بی‌ام‌ایکس را جمع‌آوری می‌کند. او خود را آتئیست می‌داند. اوکونما به آسم مبتلاست، و هنگامی که روی صحنه است، با افشانه دیده می‌شود. به دلایل مذکور، او از نوعی سبک زندگی استریت اج پیروی می‌کند.

### تمایلات جنسی
تمایلات جنسی اوکونما مورد گمانه‌زنی بوده‌است. او در ترانه‌ها و مصاحبه‌ها به داشتن روابط همجنس‌گرایانه یا تجربهٔ جذب شدن به افراد همجنس‌گرا اشاره مستقیم داشته‌است. او در مصاحبهٔ سال ۲۰۱۵ با رولینگ استون خود را گی ("gay as fuck") توصیف کرد و گفت «دوستانم به گی بودن من خیلی عادت کرده‌اند. آن‌ها حتی اهمیتی هم نمی‌دهند.» او در سال ۲۰۱۷ گفت که در ۱۵ سالگی دوست پسر داشته‌است.
اوکونما به‌دلیل استفاده از توهین‌های همجنس‌گراهراسی، به‌ویژه استفاده مکرر از صفت «فگت» در متن ترانه‌هایش و توییتر مورد انتقاد قرار گرفته‌است. او اتهامات همجنس‌گراهراسی را رد کرده‌است.

## دیسکوگرافی
- حرامزاده (۲۰۰۹)
- گابلین (۲۰۱۱)
- گرگ (۲۰۱۳)
- بمب گیلاسی (۲۰۱۵)
- پسر گل‌فروش (۲۰۱۷)
- ایگور (۲۰۱۹)
- اگه گم شدی به من زنگ بزن (۲۰۲۱)
- کروماکوپیا (۲۰۲۴)
- به شیشه ضربه نزن (۲۰۲۵)